# Comarca de Berlanga

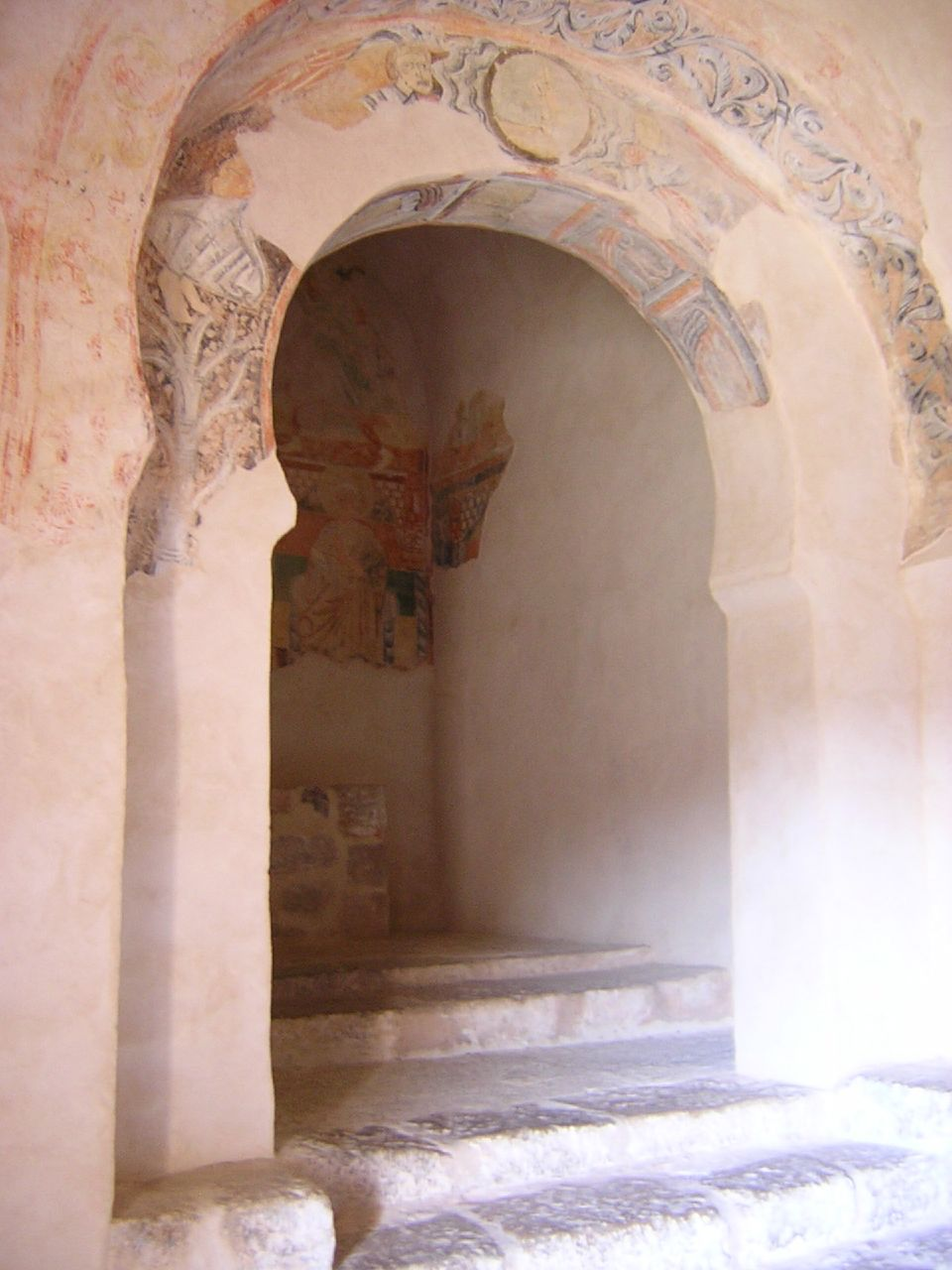
Ermita de San Baudelio de Berlanga en la provincia de Soria. Es una ermita prerrománica mozárabe.

La comarca de Berlanga es una comarca del sur de Soria (España). Limita por el norte y oeste con el valle del río Sequillo, un sector del río Duero y el altiplano de la Lastra, que la separan de Tierras del Burgo; por el norte y este con la sierra de Valdemocho, otro sector del Duero y la sierra de Ontalvilla, que la separan de la comarca de Almazán; y por el sur con los altos de Barahona, que la separan de la Serranía de Guadalajara, aquejadas todas por el mal endémico y generalizado de la despoblación.
Está constituida por los pueblos pertenecientes en el Antiguo Régimen a las Comunidades de Villa y Tierra de Berlanga y de Fuentepinilla, más los pueblos de Rello y Barcones, el primero por haber pertenecido a la primitiva Comunidad de Berlanga, mientras que fue de realengo, y el segundo por tratarse de un pueblo de confín, que tras su pertenencia a las Comunidades de Atienza y Paredes se quedó desgajado, como isla a la deriva, al configurarse las nuevas provincias en 1833. Añadimos a la lista la aldea de Valverde de los Ajos, pues si bien está clara su pertenencia histórica a la Tierra de Osma, en los últimos tiempos ha sido agregada al municipio de Bayubas de Arriba.
Tratándose además de una zona con un problema de despoblación, favorece además que los pueblos que se relacionan tengan influencias de otros núcleos más poblados.
Son innegables también las relaciones culturales y mercantiles de algunos pueblos limítrofes de las antiguas jurisdicciones de Gormaz y Caracena, que tras perder la pujanza por la sangrante pérdida de población, miran a Berlanga como centro comarcal, así también como los pueblos de Fuente Tovar y Rebollo de Duero, históricamente pertenecientes a la Comunidad de Villa y Tierra de Berlanga, pero actualmente en el municipio de Velamazán, que se adscribe a la Comarca de Almazán. Paradójicamente Fuente Tovar solo dista cinco kilómetros de Berlanga.

## Municipios y pedanías
- Arenillas
- Barcones
- Bayubas de Abajo

1. Aguilera

- Bayubas de Arriba

1. Valverde de los Ajos

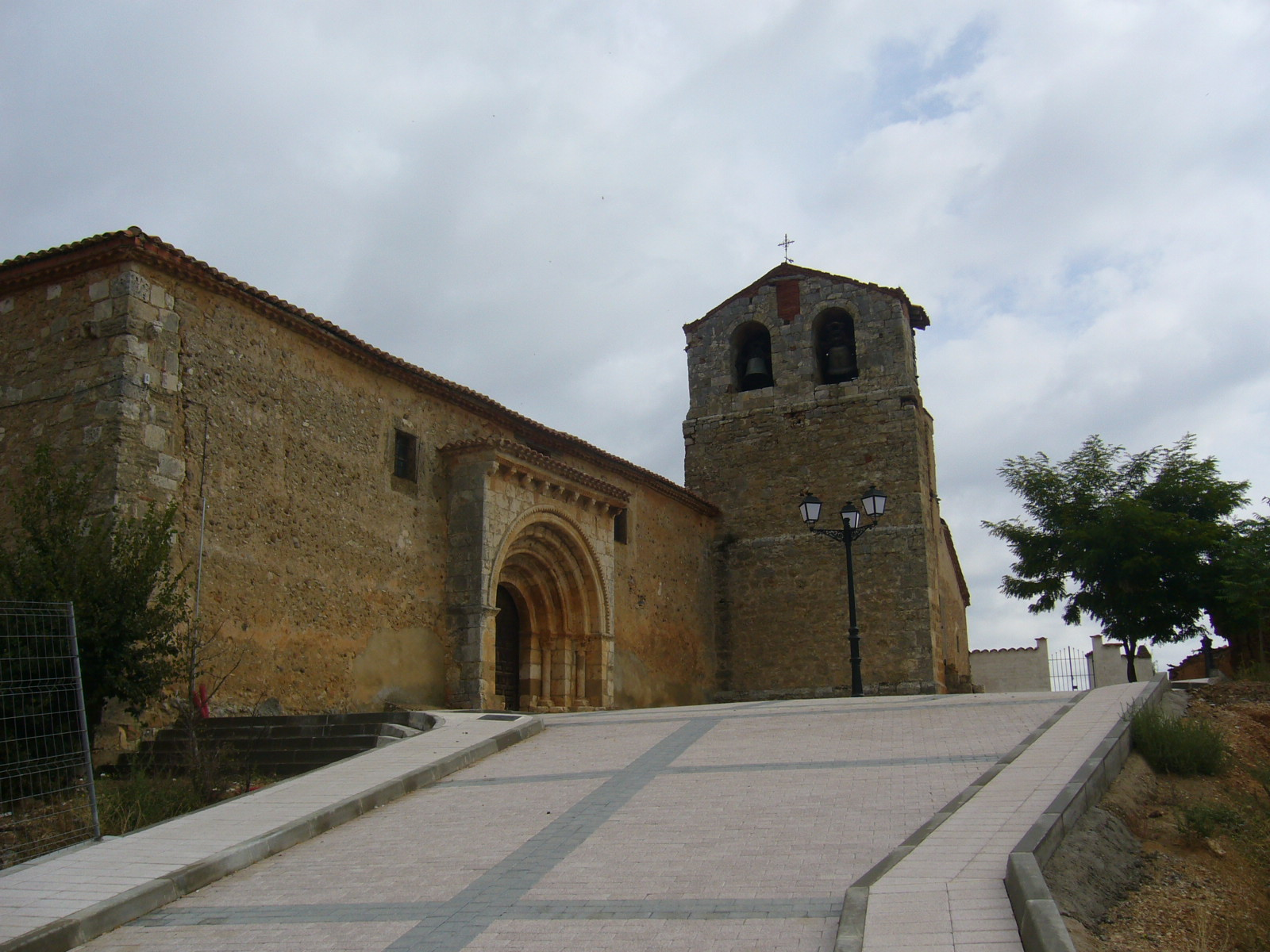
Iglesia de San Antonio de Osona, municipio de Fuentepinilla, Soria.

- Berlanga de Duero (cabecera de comarca)

1. Abanco
2. Alaló
3. Andaluz
4. Brías
5. Cabreriza (despoblado)
6. Ciruela
7. Hortezuela
8. Lumías
9. Morales
10. Paones

- Caltojar

1. Bordecorex
2. Casillas de Berlanga

- Centenera de Andaluz
- Fuentepinilla

1. Osona
2. Valderrueda

- Rello
- La Riba de Escalote
- Tajueco
- Valderrodilla

1. Torreandaluz

## Comunicaciones
La comarca está comunicada mediante la carretera  CL-116 , su más destacada vía.

## Vegetación y fauna
En la comarca hallamos árboles como encinas, quejigos, pinos negrales, sabinas y bosques de ribera en los ríos. También encontramos plantas como la aliaga merina, el cojín de monja y la ajedrea (en los páramos del sur).
En cuanto a fauna, podemos observar en medios riparios al lagarto verdinegro, el sapillo pintojo meridional, el sapo de espuelas, la nutria europea y, en los cauces de los ríos, la boga del Duero, la bermejuela y la lamprehuela; al lobo ibérico, ocasionalmente; y a las aves esteparias, como por ejemplo la ganga ortega y el sisón.
Se halla un tramo del río Duero (todo el cual atraviesa la comarca) perteneciente al LIC Riberas del río Duero y afluentes y parte del LIC y ZEPA Altos de Barahona; todo ello perteneciente a la Red Natura 2000.

## Patrimonio
El patrimonio cultural de la comarca es el formado, entre otros, por los siguientes Bienes de Interés Cultural: en primer lugar la singularísima ermita de San Baudelio de Berlanga en Casillas de Berlanga, la colegiata de Berlanga de Duero, el palacio de los Marqueses de Berlanga, el conjunto histórico de su villa, su rollo de justicia, el castillo y el convento de Paredes Albas; la iglesia de San Pedro, en Abanco; la iglesia de San Miguel Arcángel, en Andaluz; el conjunto histórico de la villa de Rello, con su rollo de justicia, el castillo, la atalaya del Quiñón o del Tiñón y la atalaya Torre del Agua; la atalaya de Taina de la Hoz o de la Pedriza, en Bayubas de Abajo; la iglesia de San Miguel Arcángel, la atalaya de la Veruela y la atalaya de Ojaraca, en Caltojar; la iglesia de San Juan Bautista y la ermita de la Virgen de la Calzada, en Brías; la iglesia de San Martín, en Aguilera; la atalaya de Torrevicente, en Bordecorex; y la atalaya Torre del Melero, en La Riba de Escalote.

## Demografía
| Municipio            | Población | Superficie | Pedanías                                                                                |
| -------------------- | --------- | ---------- | --------------------------------------------------------------------------------------- |
| Arenillas            | 34        | 30,39      |                                                                                         |
| Barcones             | 32        | 55,42      |                                                                                         |
| Bayubas de Abajo     | 199       | 44,09      | Aguilera                                                                                |
| Bayubas de Arriba    | 53        | 20,62      | Valverde de los Ajos                                                                    |
| Berlanga de Duero    | 1023      | 220,18     | Abanco, Alaló, Andaluz, Brías, Ciruela, Hortezuela, Lumías, Morales, Paones y Cabreriza |
| Caltojar             | 79        | 84,36      | Bordecorex y Casillas de Berlanga                                                       |
| Centenera de Andaluz | 20        | 19,87      |                                                                                         |
| Fuentepinilla        | 103       | 52,52      | Osona y Valderrueda                                                                     |
| Rello                | 22        | 24,39      |                                                                                         |
| La Riba de Escalote  | 18        | 23,44      |                                                                                         |
| Tajueco              | 88        | 18,07      |                                                                                         |
| Valderrodilla        | 95        | 32,17      | Torreandaluz                                                                            |